# Вільц (кантон)
Вільц (Wolz) — кантон в складі округу Дикірх герцогства Люксембург.

## Адміністративний поділ

### Комуни
Кантон включає в себе 10 комун:
| Комуна           | Площа, км² | Населення, осіб | Рік  | Центр        | Поселення |
| ---------------- | ---------- | --------------- | ---- | ------------ | --------- |
| Булед            | 32,13      | 912             | 2008 | Булед        | 3         |
| Вільц            | 19,37      | 4647            | 2006 | Вільц        | 1         |
| Вінселер         | 30,43      | 1039            | 2006 | Вінселер     | 8         |
| Гесдорф          | 29,41      | 1025            | 2001 | Гесдорф      | 7         |
| Ешвейлер         | 19,88      | 870             | 2009 | Ешвейлер     | 4         |
| Еш-сюр-Сур       | 6,76       | 278             | 2007 | Еш-сюр-Сур   | 1         |
| Кішпельт         | 33,58      | 898             | 2006 | ВільверВільц | 7         |
| Лак-де-ла-От-Сур | 48,50      | 1400            | 2003 | Бавінь       | 8         |
| Нойнгаузен       | 11,85      | 249             | 2001 | Нойнгаузен   | 3         |
| Хейдершейд       | 32,65      | 1370            | 2007 | Хейдершейд   | 6         |

### Населені пункти

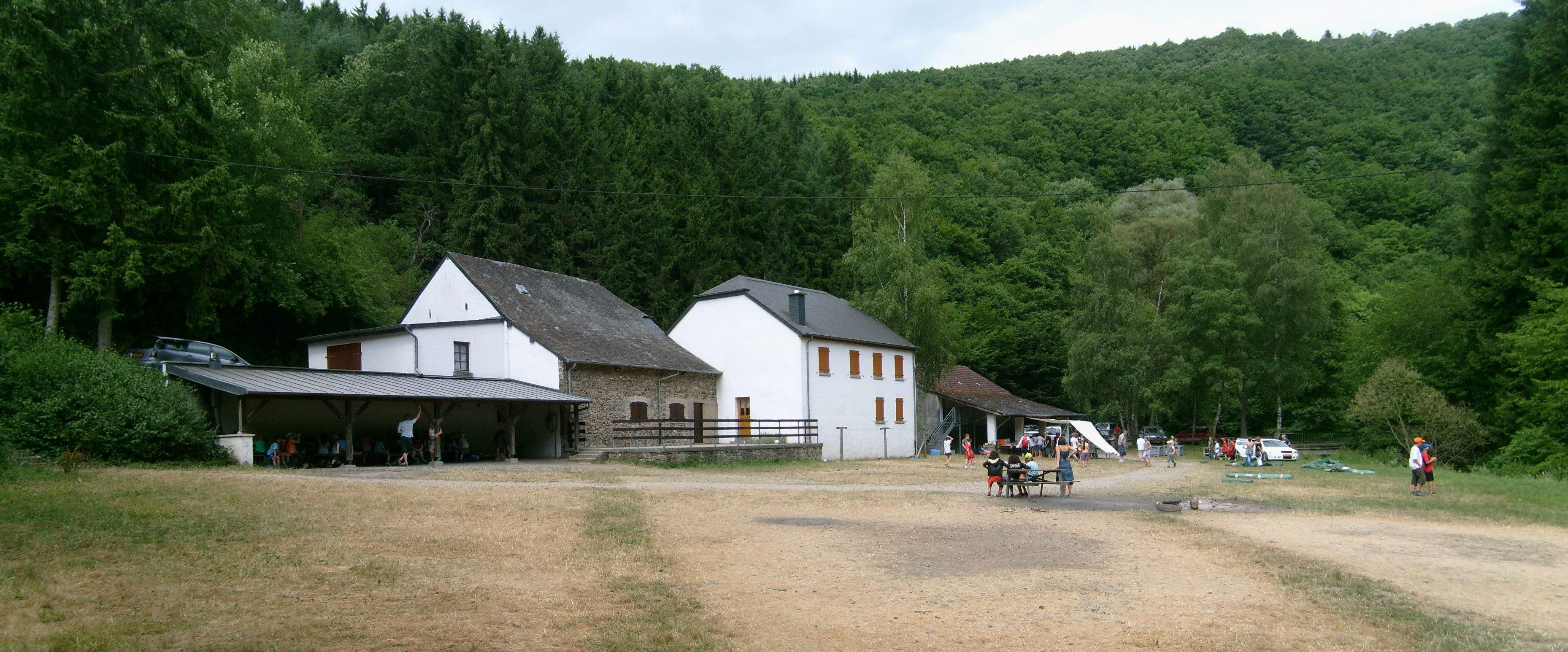
Вільц

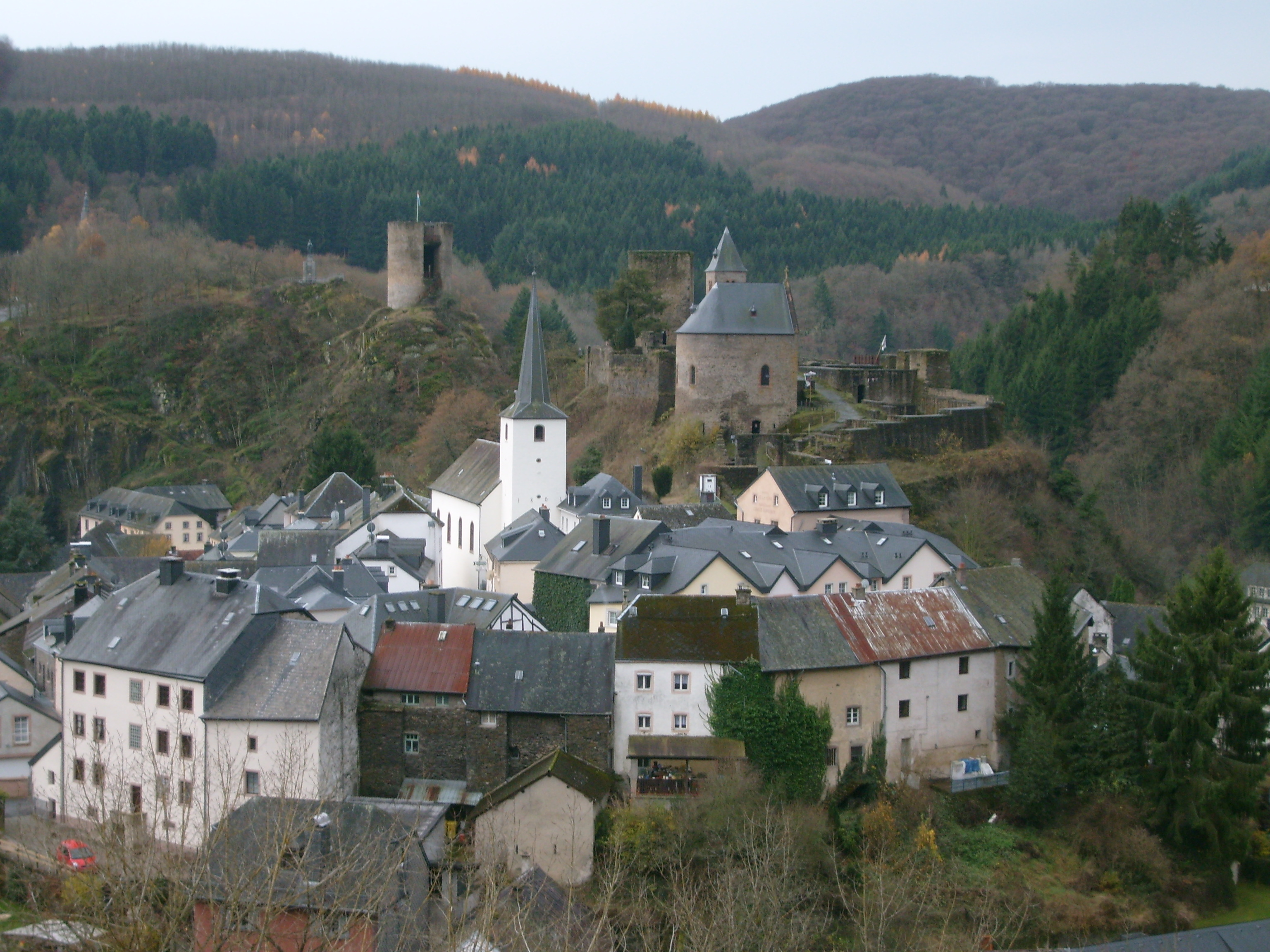
Еш-сюр-Сур

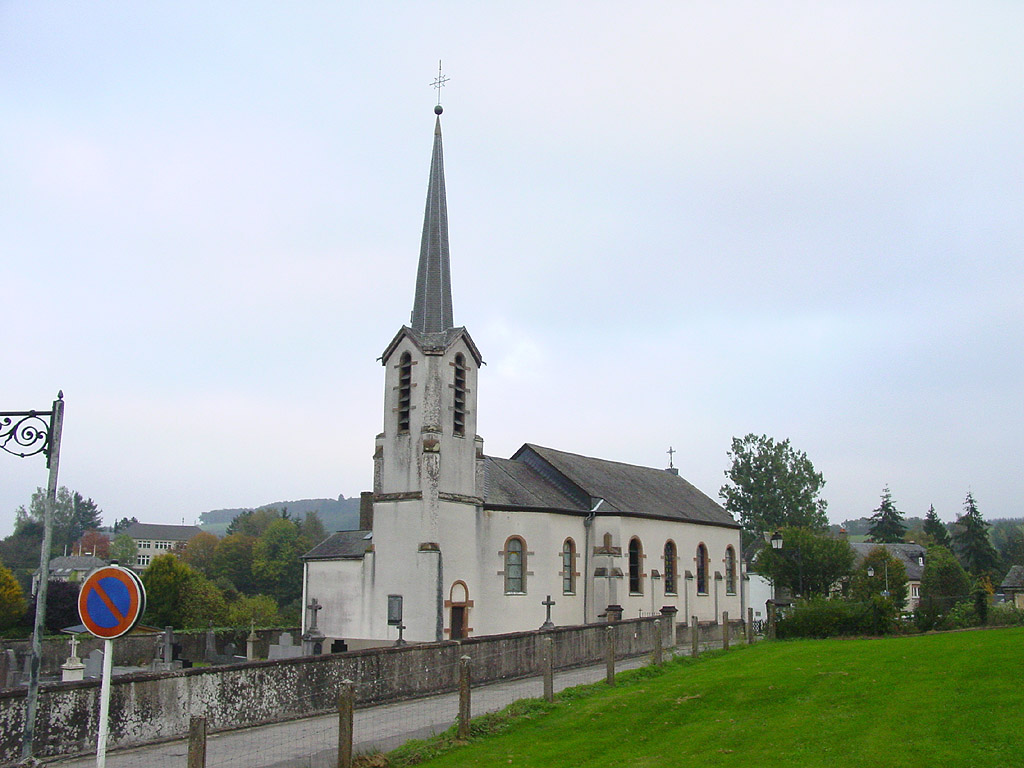
Інсенборн

Нижче подано всі населені пункти кантону за комунами:
- Комуна Булед
  - Башлейден
  - Булед
  - Сурр
- Комуна Вільц
  - Вільц
- Комуна Вінселер
  - Берле
  - Вінселер
  - Грюмельшейд
  - Донкольс
  - Нертранж
  - Поммерлох
  - Сонлез
  - Шлейф
- Комуна Гесдорф
  - Бокхольц
  - Будершейд
  - Гесдорф
  - Даль
  - Масселер
  - Нохер
  - Нохер-Рут
- Комуна Ешвейлер
  - Ерпельданж
  - Ешвейлер
  - Кнапхошейд
  - Сельшейд
- Комуна Еш-сюр-Сур
  - Еш-сюр-Сур
- Комуна Кішпельт
  - Альшейд
  - Вільвервільц
  - Еншеранж
  - Каутенбах
  - Леллінген
  - Меркхольц
  - Пінтш
- Комуна Лак-де-ла-От-Сур
  - Бавінь
  - Ватранж
  - Каундорф
  - Ліфранж
  - Мехер
  - Нотум
  - Тархампс
  - Харланж
- Комуна Нойнгаузен
  - Інсенборн
  - Люцхаусен
  - Нойнгаузен
- Комуна Хейдершейд
  - Ешдорф
  - Мершейд
  - Тадлер
  - Хейдершейд
  - Хейдершейд-Фонд
  - Херхек

### Найбільші міста
Населені пункти, які мають населення понад 1 тисячу осіб:
| Населений пункт | Населення, осіб | Рік  | Комуна |
| --------------- | --------------- | ---- | ------ |
| Вільц           | 4647            | 2006 | Вільц  |

## Демографія
Динаміка чисельності населення